# كالفين توماس
كالفين توماس (بالإنجليزية: Calvin Thomas)‏ هو لاعب كرة قدم أمريكية أمريكي، ولد في 7 يناير 1960 في سانت لويس في الولايات المتحدة.

## وصلات خارجية
- كالفين توماس على موقع مرجع كرة القدم المحترفة.كوم (الإنجليزية)